# Kīā Rūd (ort)
Kīā Rūd (persiska: کیا رود) är en ort i Iran.   Den ligger i provinsen Gilan, i den nordvästra delen av landet, 210 km nordväst om huvudstaden Teheran. Kīā Rūd ligger 176 meter över havet och antalet invånare är 139.
Terrängen runt Kīā Rūd är huvudsakligen kuperad, men norrut är den platt. Runt Kīā Rūd är det ganska tätbefolkat, med 155 invånare per kvadratkilometer. Närmaste större samhälle är Lāhījān, 17,3 km nordost om Kīā Rūd. I omgivningarna runt Kīā Rūd växer i huvudsak blandskog.